# Bahnstrecke Durrës–Tirana
| Zug auf der Strecke im Sommer 2005 |                      |                                      |                                      |
| Streckenlänge: | 36,9 km              |                                      |                                      |
| Spurweite: | 1435 mm (Normalspur) |                                      |                                      |
| |                      |                                      |                                      |
| \| \| 0,000 \| Durrës \| Durrës \| \| \| 0,60 \| vom Hafen Durrës \| vom Hafen Durrës \| \| \| 0,70 \| SH2 \| SH2 \| \| \| 01,20 \| Betriebswerk Shkozet \| Betriebswerk Shkozet \| \| \| 01,50 \| Betriebswerk Shkozet \| Betriebswerk Shkozet \| \| \| \| Industriegleis \| \| \| \| 1,60 \| nach Rrogozhina \| nach Rrogozhina \| \| \| 2,140 \| \| \| \| \| 2,40 \| von Rrogozhina \| von Rrogozhina \| \| \| 3,10 \| SH4 \| SH4 \| \| \| 3,550 \| Lumi Durrësit \| Lumi Durrësit \| \| \| 3,575 \| Rrashbull-Tunnel (230 m) \| Rrashbull-Tunnel (230 m) \| \| \| 4,750 \| Durrës–Shijak \| Durrës–Shijak \| \| \| 5,120 \| \| \| \| \| 6,410 \| SH49 \| SH49 \| \| \| 7,70 \| \| \| \| \| 8,40 \| SH2 \| SH2 \| \| \| 9,280 \| Sukth \| Sukth \| \| \| 9,70 \| Erzen (84 m) \| Erzen (84 m) \| \| \| 10,420 \| Sukth i ri \| Sukth i ri \| \| \| 11,150 \| Sukth \| Sukth \| \| \| 12,540 \| Guzaj \| Guzaj \| \| \| 15,20 \| Maminas/Manza \| Maminas/Manza \| \| \| 15,540 \| Tana \| Tana \| \| \| 19,420 \| Gërdec \| Gërdec \| \| \| 19,520 \| \| \| \| \| 20,050 \| Vora \| Vora \| \| \| 20,10 \| Vora \| Vora \| \| \| 20,60 \| Industriegleis \| Industriegleis \| \| \| 20,70 \| nach Shkodra \| nach Shkodra \| \| \| 20,780 \| Vora \| Vora \| \| \| 21,20 \| Fushë-Kruja \| Fushë-Kruja \| \| \| 22,40 \| SH52 \| SH52 \| \| \| 22,90 \| Muçaj \| Muçaj \| \| \| 23,80 \| \| \| \| \| 24,310 \| \| \| \| \| 24,520 \| \| \| \| \| 25,130 \| Kodër-Bërxull \| Kodër-Bërxull \| \| \| 25,40 \| Limuth \| Limuth \| \| \| 25,420 \| Bërxull \| Bërxull \| \| \| 26,420 \| SH60 \| SH60 \| \| \| 26,50 \| zum Flughafen Tirana (geplant) \| zum Flughafen Tirana (geplant) \| \| \| 28,060 \| vom Flughafen Tirana (geplant) \| vom Flughafen Tirana (geplant) \| \| \| 28,20 \| Domja \| Domja \| \| \| 29,20 \| Domja \| Domja \| \| \| 29,80 \| Kashar (seit 2013 Endbahnhof) \| Kashar (seit 2013 Endbahnhof) \| \| \| 29,910 \| nach Yzberisht (ca. 6,5 km) \| nach Yzberisht (ca. 6,5 km) \| \| \| 29,940 \| \| \| \| \| 30,00 \| nach Valias-Bergwerk (ca. 4,5 km) \| nach Valias-Bergwerk (ca. 4,5 km) \| \| \| 30,180 \| Lana \| Lana \| \| \| 30,90 \| zum Güterbahnhof \| zum Güterbahnhof \| \| \| 30,980 \| Breg Lumit \| Breg Lumit \| \| \| 31,850 \| Industriegleis \| Industriegleis \| \| \| 31,90 \| Industriegleise \| Industriegleise \| \| \| 32,620 \| SH1 \| SH1 \| \| \| 33,30 \| Terminal i transportit publik Tirana \| Terminal i transportit publik Tirana \| \| \| \| (geplanter Endbahnhof) \| \| \| \| \| \| \| \| \| \| \| \| \| \| \| \| \| \| \| 36,90 \| Tirana (bis 2013) \| Tirana (bis 2013) \| \| \| \| Kilometrierung nach HSH-Angaben[1][2] \| \| |                      |                                      |                                      |
| Kopfbahnhof Streckenanfang | 0,000                | Durrës                               | Durrës                               |
| Abzweig geradeaus und ehemals von rechts | 0,60                 | vom Hafen Durrës                     | vom Hafen Durrës                     |
| Strecke mit Straßenbrücke | 0,70                 | SH2                                  | SH2                                  |
| ehemaliger Bahnhof | 01,20                | Betriebswerk Shkozet                 | Betriebswerk Shkozet                 |
| Dienststation / Betriebs- oder Güterbahnhof | 01,50                | Betriebswerk Shkozet                 | Betriebswerk Shkozet                 |
| Abzweig geradeaus und ehemals nach links |                      | Industriegleis                       | Industriegleis                       |
| Abzweig geradeaus und nach rechts | 1,60                 | nach Rrogozhina                      | nach Rrogozhina                      |
| Bahnübergang | 2,140                |                                      |                                      |
| Abzweig geradeaus und ehemals von rechts | 2,40                 | von Rrogozhina                       | von Rrogozhina                       |
| Brücke | 3,10                 | SH4                                  | SH4                                  |
| Brücke über Wasserlauf | 3,550                | Lumi Durrësit                        | Lumi Durrësit                        |
| Tunnel | 3,575                | Rrashbull-Tunnel (230 m)             | Rrashbull-Tunnel (230 m)             |
| Bahnübergang | 4,750                | Durrës–Shijak                        | Durrës–Shijak                        |
| Brücke über Wasserlauf | 5,120                |                                      |                                      |
| Bahnübergang | 6,410                | SH49                                 | SH49                                 |
| Bahnübergang | 7,70                 |                                      |                                      |
| Strecke mit Straßenbrücke | 8,40                 | SH2                                  | SH2                                  |
| Bahnübergang | 9,280                | Sukth                                | Sukth                                |
| Brücke über Wasserlauf | 9,70                 | Erzen (84 m)                         | Erzen (84 m)                         |
| Bahnübergang | 10,420               | Sukth i ri                           | Sukth i ri                           |
| Bahnhof | 11,150               | Sukth                                | Sukth                                |
| Bahnübergang | 12,540               | Guzaj                                | Guzaj                                |
| Bahnübergang | 15,20                | Maminas/Manza                        | Maminas/Manza                        |
| Brücke über Wasserlauf | 15,540               | Tana                                 | Tana                                 |
| Bahnübergang | 19,420               | Gërdec                               | Gërdec                               |
| Brücke über Wasserlauf | 19,520               |                                      |                                      |
| Bahnübergang | 20,050               | Vora                                 | Vora                                 |
| Bahnhof | 20,10                | Vora                                 | Vora                                 |
| Abzweig geradeaus und ehemals nach links | 20,60                | Industriegleis                       | Industriegleis                       |
| Abzweig geradeaus und nach links | 20,70                | nach Shkodra                         | nach Shkodra                         |
| Bahnübergang | 20,780               | Vora                                 | Vora                                 |
| Bahnübergang | 21,20                | Fushë-Kruja                          | Fushë-Kruja                          |
| Strecke mit Straßenbrücke | 22,40                | SH52                                 | SH52                                 |
| Bahnübergang | 22,90                | Muçaj                                | Muçaj                                |
| Bahnübergang | 23,80                |                                      |                                      |
| Brücke | 24,310               |                                      |                                      |
| Bahnübergang | 24,520               |                                      |                                      |
| Brücke | 25,130               | Kodër-Bërxull                        | Kodër-Bërxull                        |
| Brücke über Wasserlauf | 25,40                | Limuth                               | Limuth                               |
| Brücke | 25,420               | Bërxull                              | Bërxull                              |
| Strecke mit Straßenbrücke | 26,420               | SH60                                 | SH60                                 |
| Abzweig geradeaus und ehemals nach links | 26,50                | zum Flughafen Tirana (geplant)       | zum Flughafen Tirana (geplant)       |
| Abzweig geradeaus und ehemals von links | 28,060               | vom Flughafen Tirana (geplant)       | vom Flughafen Tirana (geplant)       |
| Bahnübergang | 28,20                | Domja                                | Domja                                |
| Bahnübergang | 29,20                | Domja                                | Domja                                |
| Kopfbahnhof Strecke ab hier außer Betrieb | 29,80                | Kashar (seit 2013 Endbahnhof)        | Kashar (seit 2013 Endbahnhof)        |
| Abzweig geradeaus und nach rechts (Strecke außer Betrieb) | 29,910               | nach Yzberisht (ca. 6,5 km)          | nach Yzberisht (ca. 6,5 km)          |
| Bahnübergang (Strecke außer Betrieb) | 29,940               |                                      |                                      |
| Abzweig geradeaus und nach links (Strecke außer Betrieb) | 30,00                | nach Valias-Bergwerk (ca. 4,5 km)    | nach Valias-Bergwerk (ca. 4,5 km)    |
| Brücke über Wasserlauf (Strecke außer Betrieb) | 30,180               | Lana                                 | Lana                                 |
| Abzweig geradeaus und nach links (Strecke außer Betrieb) | 30,90                | zum Güterbahnhof                     | zum Güterbahnhof                     |
| Bahnübergang (Strecke außer Betrieb) | 30,980               | Breg Lumit                           | Breg Lumit                           |
| Abzweig geradeaus und von links (Strecke außer Betrieb) | 31,850               | Industriegleis                       | Industriegleis                       |
| Abzweig geradeaus, nach links und nach rechts (Strecke außer Betrieb) | 31,90                | Industriegleise                      | Industriegleise                      |
| Bahnübergang (Strecke außer Betrieb) | 32,620               | SH1                                  | SH1                                  |
| Bahnhof (Strecke außer Betrieb) | 33,30                | Terminal i transportit publik Tirana | Terminal i transportit publik Tirana |
| Strecke (außer Betrieb) |                      | (geplanter Endbahnhof)               | (geplanter Endbahnhof)               |
| Bahnübergang (Strecke außer Betrieb) |                      |                                      |                                      |
| Bahnübergang (Strecke außer Betrieb) |                      |                                      |                                      |
| Bahnübergang (Strecke außer Betrieb) |                      |                                      |                                      |
| Kopfbahnhof Streckenende (Strecke außer Betrieb) | 36,90                | Tirana (bis 2013)                    | Tirana (bis 2013)                    |
| |                      | Kilometrierung nach HSH-Angaben      |                                      |

Die Bahnstrecke Durrës–Tirana (albanisch Hekurudha Durrës–Tiranë) ist eine Eisenbahnstrecke der Hekurudha Shqiptare, die in Mittelalbanien die Hafenstadt Durrës mit der Hauptstadt Tirana verbindet. Die Strecke war ursprünglich je nach Quelle 36,9 Kilometer oder 38 Kilometer lang. Zuletzt wurde sie nicht mehr vollständig befahren und seit 2021 ist der Verkehr stillgelegt, da Erneuerungsarbeiten im Gange sind. Sie ist eingleisig und nicht elektrifiziert. Die 1949 eröffnete Verbindung gilt als Albaniens zweite Normalspurstrecke.

## Geschichte

### Bau

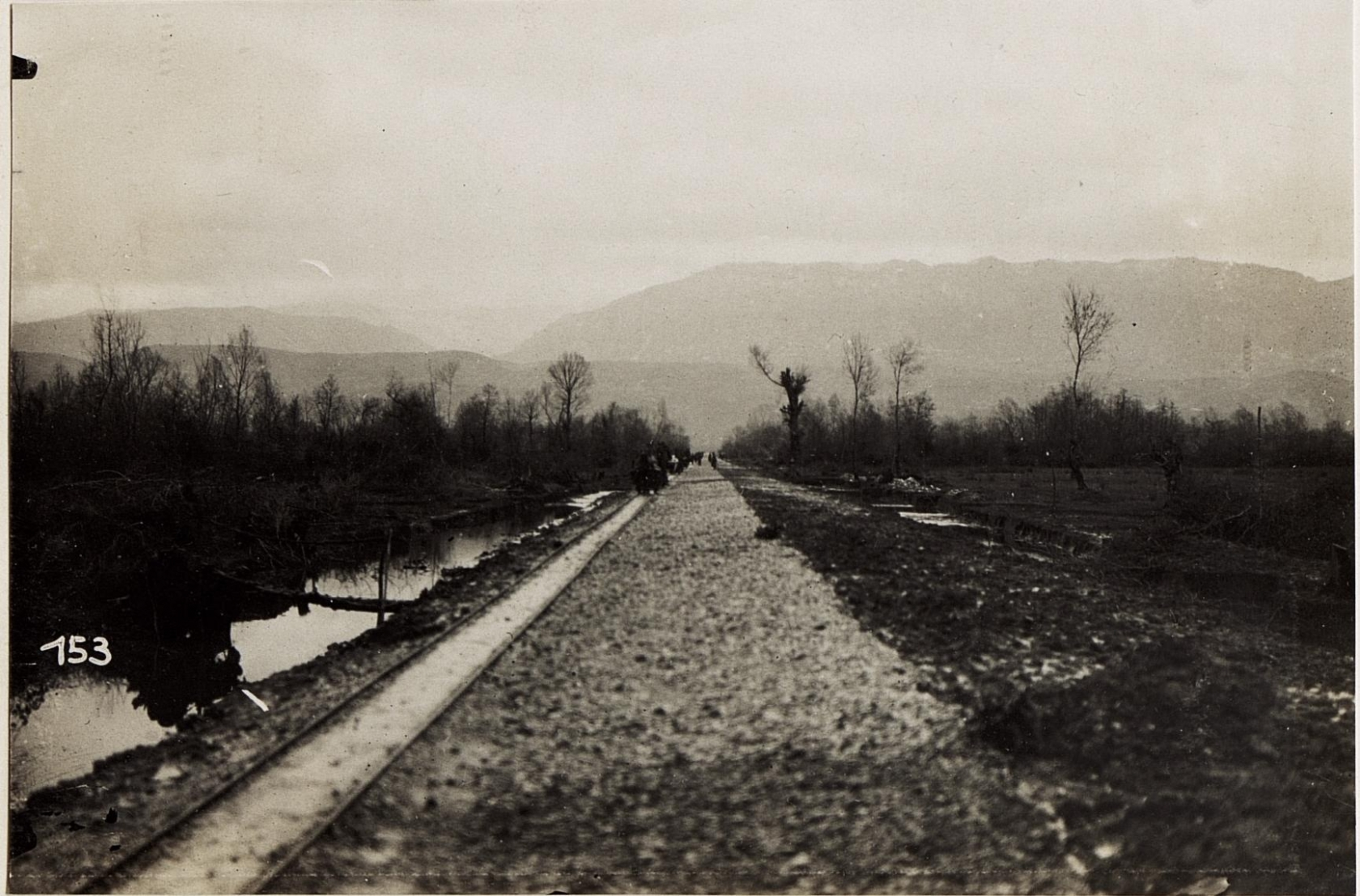
K.u.k. Heeresfeldbahn bei Vora im Ersten Weltkrieg

Bis zum Zweiten Weltkrieg gab es in Albanien keine Normalspur-Eisenbahn. Lediglich in Südalbanien existierte die Selenica-Schmalspurbahn. Während des Ersten Weltkriegs hatte die österreichisch-ungarische Armee aber auf der Strecke Durrës – Vora – Tirana bereits eine k.u.k. Heeresfeldbahn betrieben.
Pläne für einen Bau einer Eisenbahn von Durrës nach Tirana wurden in der Zwischenkriegszeit immer wieder ausgearbeitet. Das am 10. März 1925 zwischen dem Königreich Italien und Albanien abgeschlossene Handels- und Wirtschaftsabkommen sah vor, dass die neu gegründete Società per la Sviluppo Economico dell'Albania (SVEA) neben einem Straßennetz auch 38 Kilometer Bahnstrecke von Durrës nach Tirana erbaue. Herbert Louis berichtete 1927 von begonnenen Arbeiten, die aber noch lange nicht zu einem Abschluss kommen würden. Zuversichtlicher war Roberto Almagià, der 1930 die sichere Inbetriebnahme für das folgende Jahr voraussagte. Der Architekt Giulio Bertè entwarf in den Jahren 1929 respektive 1930 Pläne für repräsentative Empfangsgebäude der Bahnhöfe von Tirana und Durrës.
Nach der Besetzung Albaniens durch Italien im Jahr 1939 wurde das Projekt wiederaufgenommen. In einer Publikation von 1940 wurde von vollendetem Gleisbett geschrieben, andernorts heißt es, dass bis 1942 „nur die Erdarbeiten und einige kleine Brücken fertiggestellt“ (Romano Mölter: Die vergessene Eisenbahn) waren.
In den Jahren nach dem Krieg wurden in Albanien zwei Eisenbahnstrecken geplant und gebaut. Einerseits sollten endlich die Eisennickel-Vorkommen bei Elbasan erschlossen werden. Andererseits galt es, die neuen oder noch geplanten Industriebetriebe in der Hauptstadt Tirana zu versorgen. Jugoslawien lieferte Material für den Abschluss der Arbeiten und den Betrieb der Bahn, darunter drei Dampflokomotiven (zwei SHS 20 und eine Tenderlokomotive aus 1911 von Hohenzollern) und 69 Wagen der Jugoslovenske Državne Železnice sowie 24 Kilometer Gleis. Zudem überließ die Sowjetunion den Albanern vier Dampflokomotiven vom Typ BBÖ 270 aus Österreich. Am 7. November 1947 wurde die 43 Kilometer lange Bahnstrecke Durrës–Peqin eröffnet, die 1950 bis Elbasan verlängert wurde.
Die Arbeiten an der Strecke Durrës–Tirana begannen am 11. April 1948 in Shkozet bei Durrës, wo sie von der bestehenden Bahnstrecke abzweigt. Neben freiwilligen Albanern wurde der Bau auch von Jugendlichen aus Jugoslawien und Bulgarien unterstützt. Nach dem Bruch mit Tito im Sommer 1948 mussten die jugoslawischen Ingenieure und Arbeiter Albanien verlassen – viele wurden als Saboteure gebrandmarkt. Dafür kam rasch Hilfe aus der Sowjetunion. Für die Strecke waren 50 Kunstbauten notwendig. Insgesamt 29.000 Freiwillige und 1400 Fachkräfte sollen am Werk mitgewirkt haben. Eröffnet wurde die Bahnstrecke am 23. Februar 1949.

### Spätere Entwicklung insbesondere im Kommunismus

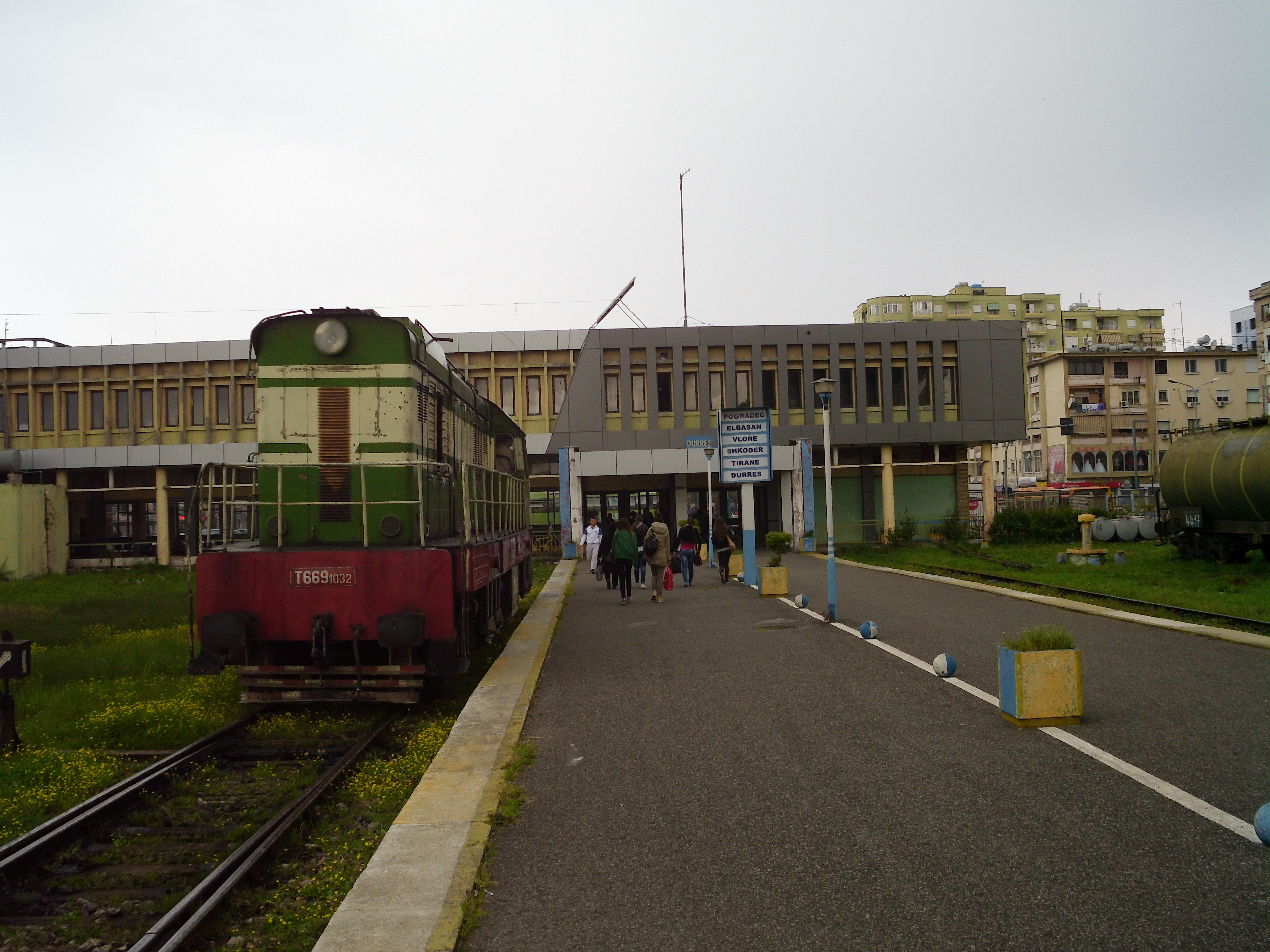
Bahnhof Durrës, Kilometer 0 des albanischen Eisenbahnnetzes

Die Bahnstrecke wurde um zwei Stichgleise erweitert. Vom Bahnhof Kashar führte ein rund 6½ Kilometer langes Industriegleis nach Südosten bis Yzberisht zum großen Fabrikareal im Westen von Tirana. Ein rund 4½ km langes Industriegleis erschloss ab Kashar die Kohlemine von Valias auf der Nordseite des Flusses Tirana. Weitere kurze Industriegleise zweigten im Bereich Breg-Lumit/Lapraka/Kodër-Kamza ab, unter anderem zu einem Baumaterialkombinat. Von diesen Industrieanschlüssen ist heute kaum mehr etwas zu erkennen.
1963 wurde die Bahnstrecke von Vora nach Laç, als erstes Teilstück der Bahnstrecke Vora–Shkodra, errichtet. Mit dem weiteren Ausbau der Strecken nach Norden, Süden und Südosten in den folgenden Jahrzehnten verlor die Strecke Durrës–Tirana zumindest östlich von Vora an Bedeutung, war aber für den Personenverkehr die wichtigste Eisenbahnstrecke des Landes mit vielen, gut besetzten Zügen pro Tag. Im Sommer verkehrten an Wochenenden Sonderzüge, die von Tirana direkt den Bahnhof von Durrës Plazh an der Bahnstrecke Durrës–Peqin anfuhren. Eine direkte Ost-Nord-Verbindungskurve zwischen Tirana und Shkodra (bei Kashar) wurde nie fertiggestellt, so dass Züge zwischen diesen beiden Städten im Bahnhof Vora umsetzen mussten. Der Bahnhof Vora hatte mit bis zu neun Durchfahrtsgleisen eine große Bedeutung für den Güterverkehr.
Der Bahnhof von Durrës, ursprünglich ein Bau aus dem Jahr 1947 in der Innenstadt und direkt am Hafen gelegen, wurde im Winter 1981/82 durch einen Neubau 700 Meter weiter westlich ersetzt.
Der Bahnhof Tirana erhielt erst nach 1985 ein – bescheidenes – Bahnhofsgebäude. Anscheinend wurde lange darüber diskutiert, ob der Bahnhof nicht verlegt werden könnte.
1996 wurde die Strecke durch eine italienische Baufirma saniert, so dass sie den modernsten Zustand albanischer Bahnstrecken aufweist. Die Holzschwellen wurden durch Betonschwellen ersetzt, die Schienen geschweißt. Danach war vorübergehend eine Höchstgeschwindigkeit von 80 km/h zugelassen.

### Modernisierungspläne und Stilllegungen
Zur Verbesserung des öffentlichen Verkehrs in der Stadt und des innerstädtischen Verkehrs im Allgemeinen plante die Stadt Tirana in Zusammenarbeit mit der Europäischen Bank für Wiederaufbau und Entwicklung und der Landesregierung mehrere Maßnahmen. Dazu gehörten der Bau eines neuen Boulevards als Verlängerung des Bulevardi Zogu i Parë zur Erschließung der Stadtteile und Vororte im Norden und ein neues ÖPNV-Terminal, das Terminal i transportit publik Tirana (PTT) am nordwestlichen Stadtrand. Zunächst war auch von zwei Tramlinien die Rede: Neben einer West-Ost-Verbindung durch die ganze Stadt war eine rund sieben Kilometer lange Tramlinie vom PTT bis zum Mutter-Teresa-Platz am südlichen Ende der Innenstadt geplant – zu einem guten Teil auf der Strecke und anstelle der Eisenbahn.
Am 2. September 2013 wurde der Bahnhof Tirana für den Personen- sowie den Güterverkehr geschlossen, da er abgerissen werden sollte, um Platz für den neuen Boulevard zu schaffen. Gleise und Bahnanlagen wurden auf den letzten Kilometern rasch entfernt, das Bahnhofsgebäude blieb noch ein Weilchen erhalten.

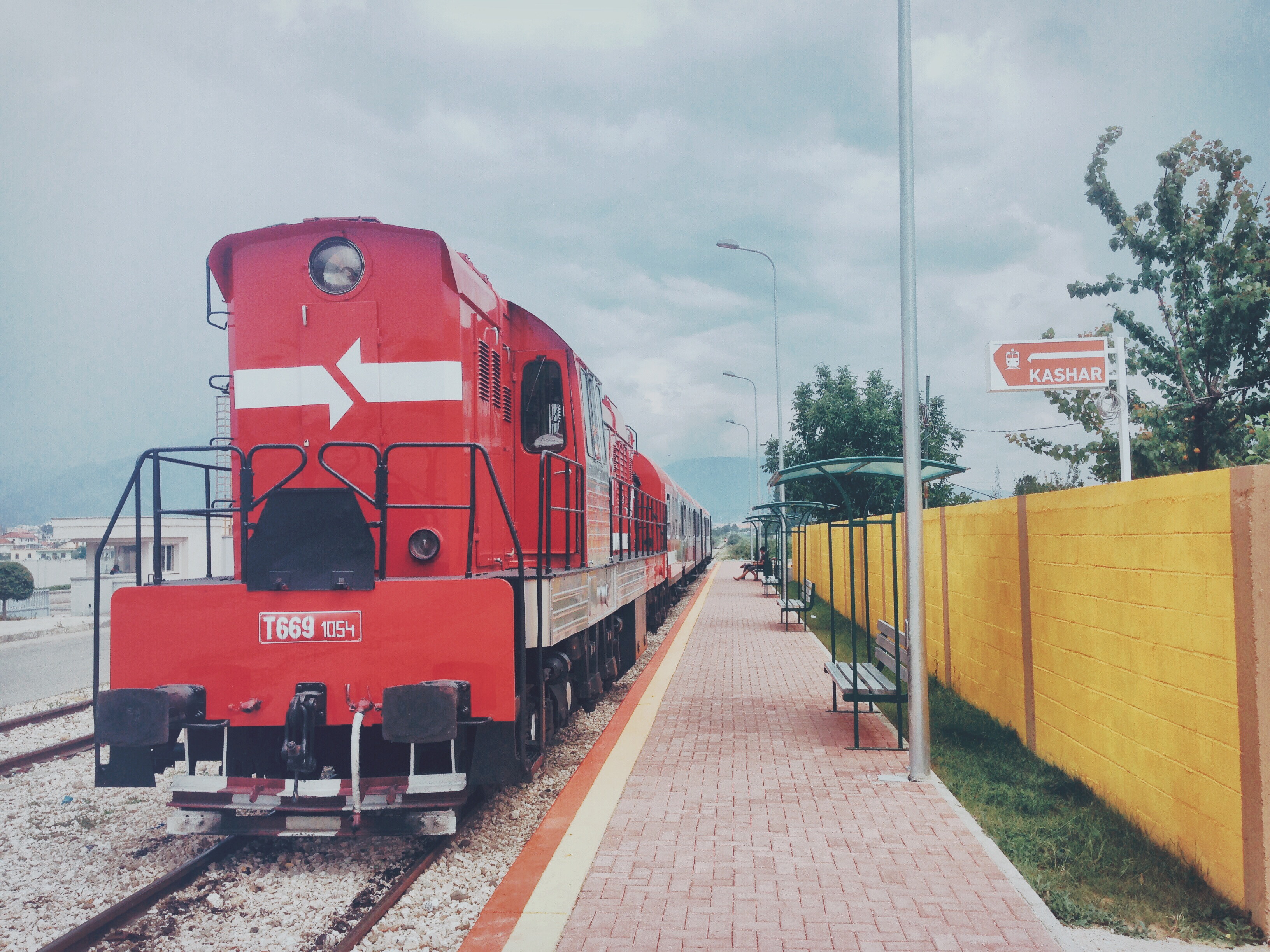
Zug im Bahnhof Kashar, 2015

Anfangs blieb der Bahnverkehr zwischen Tirana und Vora eingestellt, später fuhren Züge bis zum Bahnhof im Vorort Kashar, rund dreieinhalb Kilometer westlich vom geplanten PTT.
Das Terminal i transporit publik Tirana, das auch als Busbahnhof und Umsteigepunkt für den öffentlichen Nahverkehr dienen soll, ist als neuer Bahnhof Tiranas vorgesehen. Es liegt am nordwestlichen Stadteingang bei Lapraka, dreieinhalb Kilometer östlich von Kashar und dreieinhalb Kilometer nordwestlich vom alten Bahnhof Tirana. Die Strecke Durrës–PTT soll eine Länge von etwa 34,7 Kilometer haben.
Der Ersatz der Eisenbahn und der Bau des PTT verzögerten sich aber. 2016 wurde mitgeteilt, dass die Europäische Bank für Wiederaufbau und Entwicklung beabsichtige, Albanien einen Kredit für die Erneuerung der Eisenbahnstrecke Tirana–Durrës und für den Bau eines siebeneinhalb Kilometer langen Zubringers zum Flughafen Tirana zu gewähren, mit dem der Flughafen über das PTT an den Nahverkehr in Tirana angebunden werden sollte. Die Kosten werden auf rund € 82 Millionen geschätzt. Die Regierung versprach, die neue Linie im Jahr 2019 zu eröffnen. Ende 2019 war aber erst die Ausschreibung der Bauarbeiten der Eisenbahnstrecke erfolgt; die Kosten wurden dabei mit € 92 Millionen angegeben. Das PTT ist nicht direkt Teil dieses Projekts. Auf der erneuerten Strecke soll – auch dank neuem Rollmaterial – eine Höchstgeschwindigkeit von 100 km/h möglich sein. Durch das verlässlichere und schnellere Angebot des öffentlichen Verkehrs zwischen Tirana, Durrës und dem Flughafen soll eine attraktive Alternative zum Straßenverkehr entstehen. Im November 2021 kündigte Ministerpräsident Edi Rama den Beginn der Bauarbeiten an und zeigte Fotos vom Rückbau der alten Gleise östlich vom Bahnhof Kashar. Bis Ende Dezember waren die Gleise bis über Vora hinaus entfernt, so dass die Nordstrecke nach Shkodra nicht mehr mit der Südstrecke ab Durrës verbunden ist.
Weder der Zeitplan von 30 Monaten, noch der Kostenrahmen von 69,9 Millionen Euro konnte eingehalten werden. Die Erneuerung von 34,2 Kilometern soll sich auf 110 Millionen Euro belaufen. Zu Beginn des Jahres 2025 waren die Arbeiten an den Gleisen schon weit fortgeschritten. Im März 2025 wurde die Wiederinbetriebnahme für 2026 in Aussicht gestellt. Die Elektrifizierung – als erste Strecke in Albanien – soll später erfolgen. Im April 2025 wurde der Beginn des Baus der Bahnhöfe angekündigt.

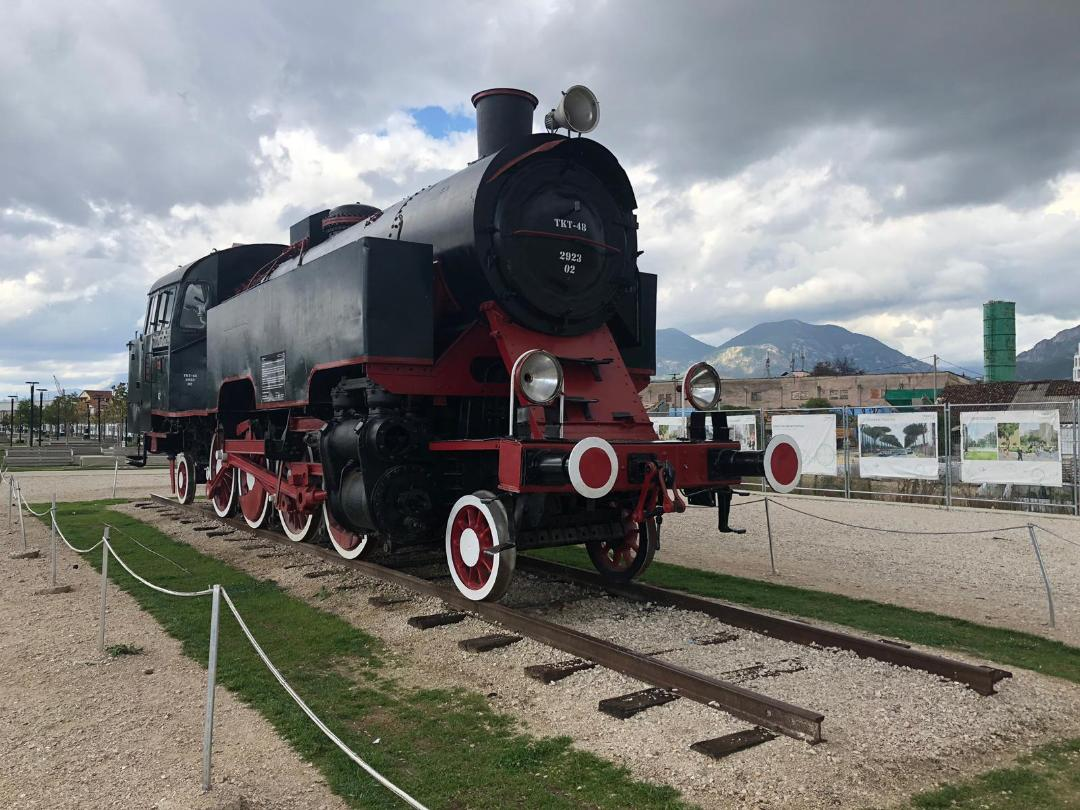
Alte Tkt48 aus den frühen 1950er Jahren am Ort des ehemaligen Bahnhofs Tirana

Wo früher der Bahnhof Tirana lag, erstreckt sich heute ein breiter Boulevard auf weitem Feld. Auf private Initiative wurde dort eine Dampflokomotive der Baureihe Tkt48 aufgestellt, die von Anfang der 1950er Jahre bis 1986 Güterzüge zog.
In den 2020er Jahren war vermehrt auch von einer Verlängerung der Strecke von Terminal i transportit publik bis zum Neuen Boulevard respektive dem alten Bahnhof die Rede. Mit fortschreitenden Bauarbeiten wurden auch immer mehr Details zum Projekt bekannt. So sind neben den alten Bahnhöfen Durrës, Shkozet, Sukth, Vora, Kashar neue Bahnhöfe in  Laknas und am Flughafen Tirana sowie das Terminali i Transportit Publik Tirana geplant. Zudem sollen zwischen dem PPT und dem neu geplanten Streckenende am Neuen Boulevard noch zwei Haltestellen erbaut werden.
Von den Stichgleisen im Raum Tirana ist heute nichts mehr zu sehen. Die alten Eisenbahnstrecken sind heute meist Straßenzüge.

## Aktueller Betrieb

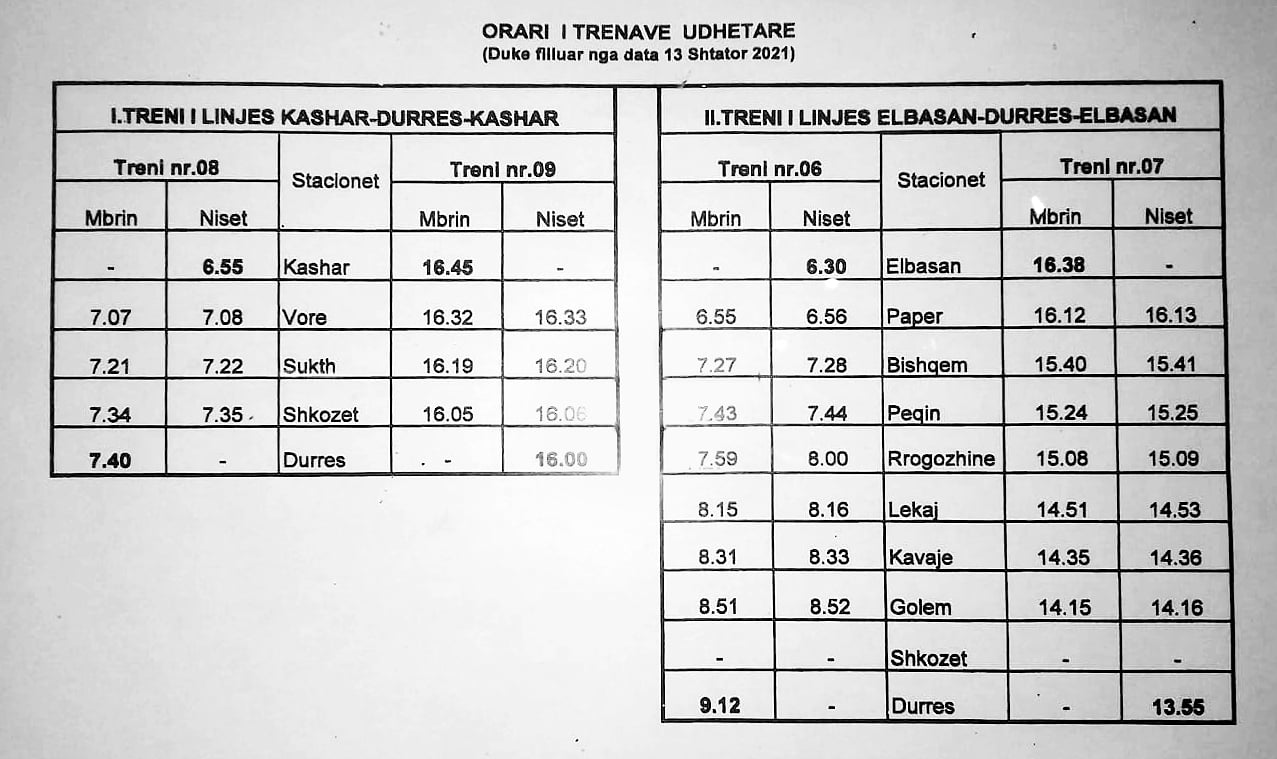
Fahrplan der Strecke (links) vom September 2021

Seit 2022 ist der Betrieb eingestellt, da die Strecke erneuert wird.
Auf der Bahnstrecke Durrës – Vora – Kashar verkehrten bis Ende 2021 im Gegensatz zu vielen anderen noch Züge der Hekurudha Shqiptare, aber die Infrastruktur war, wie die des gesamten albanischen Eisenbahnnetzes, in desolatem Zustand. Ende 2019 verließ täglich morgens ein Zug Kashar in Richtung Durrës, am späten Nachmittag verkehrte ein Zug von Durrës nach Kashar zurück. Zwischen Durrës und Vorë fuhren bis November 2018 zusätzlich noch die beiden Züge von und nach Shkodra.
Auch von Güterzügen auf der Strecke zwischen Durrës und Vora wurde bis Ende 2021 gelegentlich berichtet.
Die Geschwindigkeit war auf höchstens 60 km/h ausgelegt.
Die eingleisige Strecke wird nicht von Zäunen begleitet. Es gibt zahlreiche illegale Übergänge, die ein Sicherheitsrisiko darstellen.

## Strecke

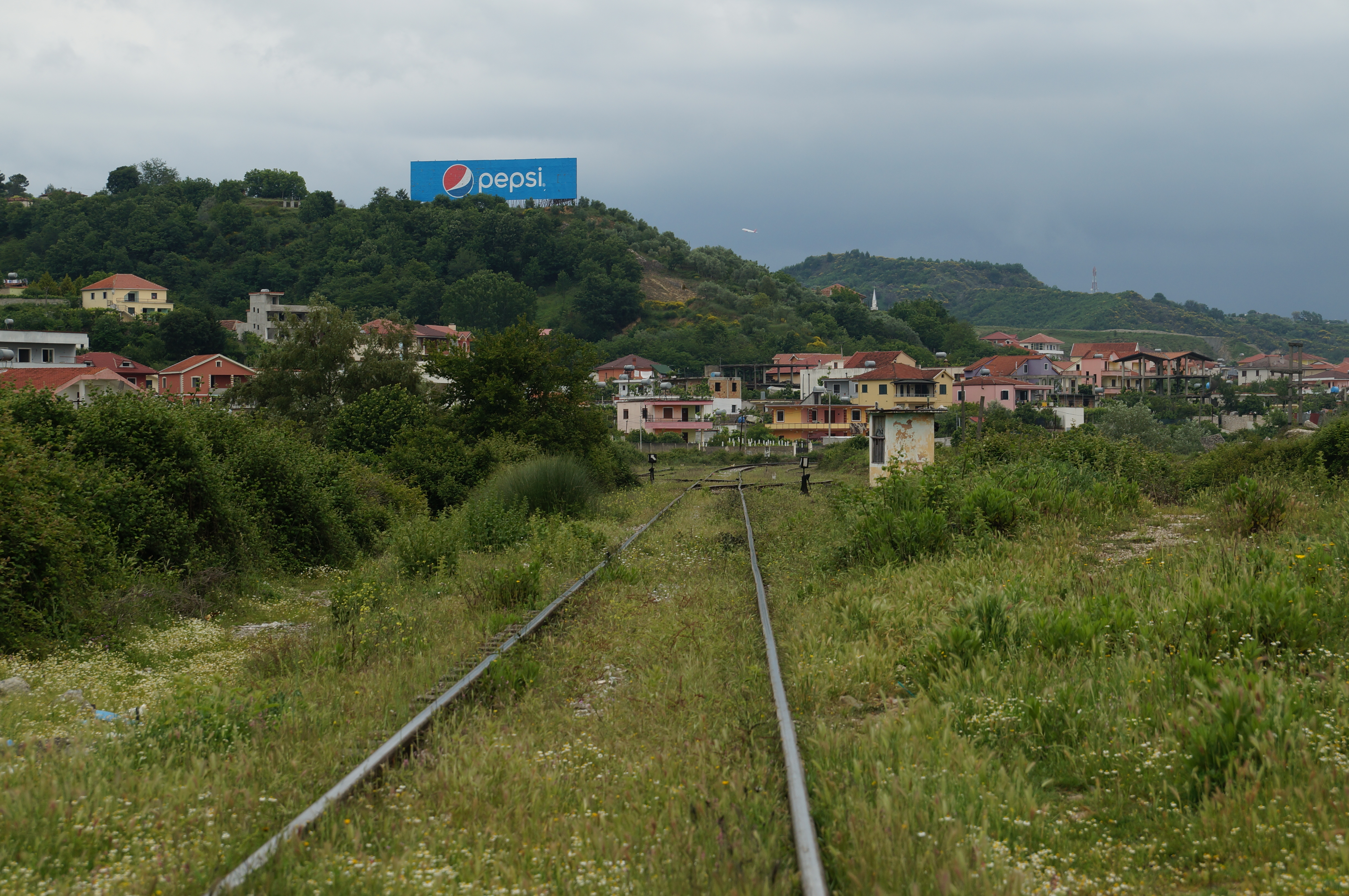
Einfahrt in den Bahnhof Vora von Westen

Die Strecke befindet sich in den flachen Ebenen der albanischen Küstenregionen. Zwischen der Küste bei Durrës und dem Erzental sowie zwischen dem Erzental und der Ebene von Tirana stehen jedoch zwei Hügelzüge im Weg.
Im Gegensatz zur Ankündigung von 1940 verläuft die Strecke zumindest zwischen Durrës und Vora mehrheitlich nicht parallel zur Hauptstraße.
Am Ende des Bahnbetriebswerks Shkozet zweigt die Strecke von derjenigen nach Peqin ab. In einer Linkskurve wendet sie sich nach Norden und anschließend nach Nordosten. Den eher flachen Übergang ins Erzental passiert sie bei Rrashbull in Einschnitten und einem 230 Meter langen Tunnel. In der flachen Ebene geht es in geradem Verlauf weiter nach Nordosten. Bei Sukth nördlich von Shijak überquert sie in einer rund 90 Meter langen Brücke den Erzen – die zweite und letzte technische Herausforderung auf der Strecke. Danach ändert sich der Verlauf nach Osten und der Bahnhof von Sukth wird passiert, der mehr für Zugkreuzungen und weniger als Haltepunkt von Bedeutung war. Den deutlich höheren Hügelzug, der die Ebene von Tirana im Westen abtrennt, passiert die Strecke wie die anderen Verkehrswege im breiten und flachen Taldurchbruch von Vora. In Vora zweigt die Strecke nach Shkodra ab. Weiter in Richtung Südost hat die Strecke einen eher kurvenreichen Verlauf am Rand der niedrigen Hügel, die Ebenen nur wo nötig durchschneidend. Nach dem Bahnhof Kashar überquert sie die Lana und steuert in der Folge im graden Verlauf auf die Hauptstadt zu. Im Bereich des Terminal i transportit publik Tirana führt eine leichte Linkskurve zu einem östlichen Verlauf der stillgelegten Strecke. An deren Ende ging es mit einer scharfen Rechtskurve nach Süden zum ehemaligen Bahnhof von Tirana.